# Sunburn (album Fuel)
Sunburn è il primo album in studio del gruppo musicale statunitense Fuel, pubblicato il 31 marzo 1998.

## Tracce
1. Untitled – 3:58
2. Bittersweet – 3:51
3. Shimmer – 3:33
4. Jesus or a Gun – 3:58
5. Sunburn – 4:23
6. New Thing – 3:19
7. It's Come to This – 3:39
8. Song for You – 3:46
9. Mary Pretends – 3:36
10. Ozone – 3:49
11. Hideaway – 4:03

### Riedizione 2003
1. King for a Day – 3:42
2. Walk the Sky – 3:18